# Derby (fromage)
Pour les articles homonymes, voir Derby.
Le Derby est un fromage anglais fabriqué avec du lait de vache pasteurisé. Sa couleur est orangée et il a une croûte naturelle ou cirée. Il ressemble en goût et en texture au cheddar. Il est affiné entre 1 et 6 mois.